# Bazylika Najświętszego Serca Chrystusa Króla w Rzymie
Bazylika Najświętszego Serca Chrystusa Króla (wł. Basilica del Sacro Cuore di Cristo Re) – rzymskokatolicki kościół tytularny w Rzymie. 
Świątynia ta jest kościołem parafialnym oraz kościołem tytularnym, mającym również rangę bazyliki mniejszej. Obecnie kościół tytularny kardynała Stanisława Ryłki.

## Lokalizacja
Kościół znajduje się w XV dzielnicy Rzymu – Della Vittoria (Q XV) przy Viale Mazzini 32.

## Historia
Pomysł na nowy kościół w dzielnicy Della Vittoria (dosłownie Zwycięstwo, po zwycięstwie w I wojnie światowej) pochodził od Ottavio Gasparri, członka Zgromadzenia Księży Najświętszego Serca Pana Jezusa. Początkowo kościół miał mieć nazwę Tempio della Pace, aby upamiętnić poległych w I wojnie światowej.
Budowę rozpoczęto w maju 1920, pierwszy projekt zaproponowany przez Marcello Piacentini był zainspirowany kościołami zbudowanymi w Rzymie w XVI wieku. Budowę wstrzymano ze względu na śmierć Ottavio Gasparri w 1929 roku. W następnych dwóch latach Piacentini pracował nad radykalnymi zmianami projektu, pod wpływem racjonalizmu, architektura tego kościoła stała się punktem przełomowym dla architektury sakralnej w kontekście Rzymu. Budowę wznowiono jeszcze w 1931, a kościół otwarto w 1934 roku. Kościół został konsekrowany 1938 roku.
Kościół został ustanowiony kościołem parafialnym przez papieża Piusa XI 31 października 1926 roku w listem apostolskim Regis Pacifici. Dnia 5 lutego 1965 roku został podniesiony do godności kościoła tytularnego przez papieża Pawła VI. Natomiast 3 lipca 1965 roku motu proprio Recentioris architecturae został bazyliką mniejszą.

## Architektura i sztuka
Kościół ma nawę główną, dwie nawy boczne, transept, półkolistą apsydę i kopułę. Został zbudowany ze zbrojonego betonu i brązowej cegły, z detalami z wapienia.
Fasada jest flankowana przez dwie wieże na planie kwadratu. Mają one płaskie dachy otoczone wąskim gzymsem. Sama fasada ma ceglaną ścianę bez okien, mieszczą się w niej trzy wejścia, z których centralne jest największe. Nad środkowymi drzwiami umieszczono rzeźbę z brązu przedstawiającą Najświętsze Serce Chrystusa Króla autorstwa Arturo Martini z 1933 roku, poniżej jest napis Ave Rex Noster (pol. Witaj, nasz Królu).
Kopuła jest płytkim spodkiem, osadzonym na bębnie utworzonym z szesnastu dużych szklanych okien oddzielonych filarami. Kopuła wsparta jest na czterech masywnych betonowych filarach w kolorze jasnoszarym z ukośnymi głównymi ścianami. Wnętrze kopuły nie jest dekorowane.
Nawa główna jest oddzielona od naw bocznych prostokątnymi filarami.
Ścianę apsydy pokrywa fresk autorstwa Achille Funi Chrystus Pantokrator ukazujący Chrystusa na tronie trzymającego księgę, po bokach towarzyszą Mu dwaj aniołowie. Powyżej znajduje się napis Rex sum ego (pol. Jestem królem). Metalowe konstrukcje tabernakulum i świeczników ołtarza głównego są autorstwa Corrado Vigni.

## Kardynałowie diakoni
Bazylika Najświętszego Serca Chrystusa Króla jest jednym z kościołów tytularnych nadawanych kardynałom-diakonom (Titulus Sacratissimi Cordis Christi Regis). Tytuł ten został ustanowiony 5 lutego 1965 roku przez papieża Pawła VI.
- Dino Staffa (tytuł prezbiterialny pro hac vice 1967–1976)
- Bernardin Gantin (1977–1984), (tytuł prezbiterialny pro hac vice 1984–1986)
- Jacques-Paul Martin (1988–1992)
- Carlo Furno (1994–2005), (tytuł prezbiterialny pro hac vice 2005–2006)
- Stanisław Ryłko (2007–2018), (tytuł prezbiterialny pro hac vice od 2018)